# Saint-Maixent-de-Beugné
Saint-Maixent-de-Beugné es una comuna francesa situada en el departamento de Deux-Sèvres, en la región de Nueva Aquitania.

## Demografía
| 408 | 397 | 356 | 319 | 292 | 266 | 414 |
| Para los censos de 1962 a 1999 la población legal corresponde a la población sin duplicidades (Fuente: INSEE [Consultar]) |     |     |     |     |     |     |